# Igneraie
L'Igneraie est une rivière française, qui coule dans le département de l'Indre, en région Centre-Val de Loire.

## Géographie
Longue de 37,3 km, elle naît sur la commune de Lignerolles. Son confluent avec l'Indre est situé sur le territoire de la commune de Montipouret.

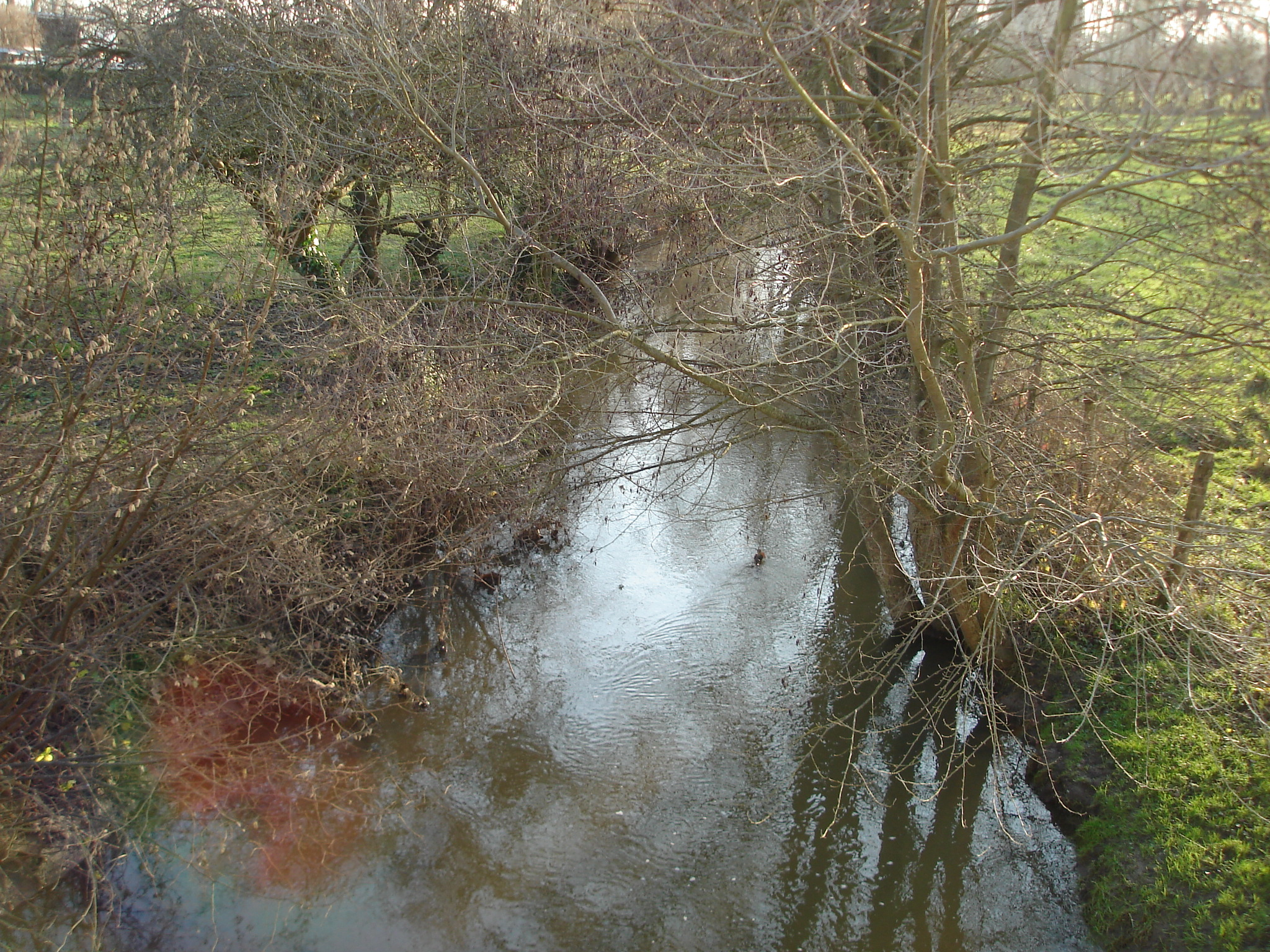
L'Igneraie en direction de Champillet, à Lacs, en 2012.

L'Igneraie traverse le département de l'Indre, en passant par les communes de Champillet, Lacs, Lignerolles, Montipouret, Montlevicq, Nohant-Vic, Saint-Chartier, Thevet-Saint-Julien, Urciers et Verneuil-sur-Igneraie.

## Hydrologie

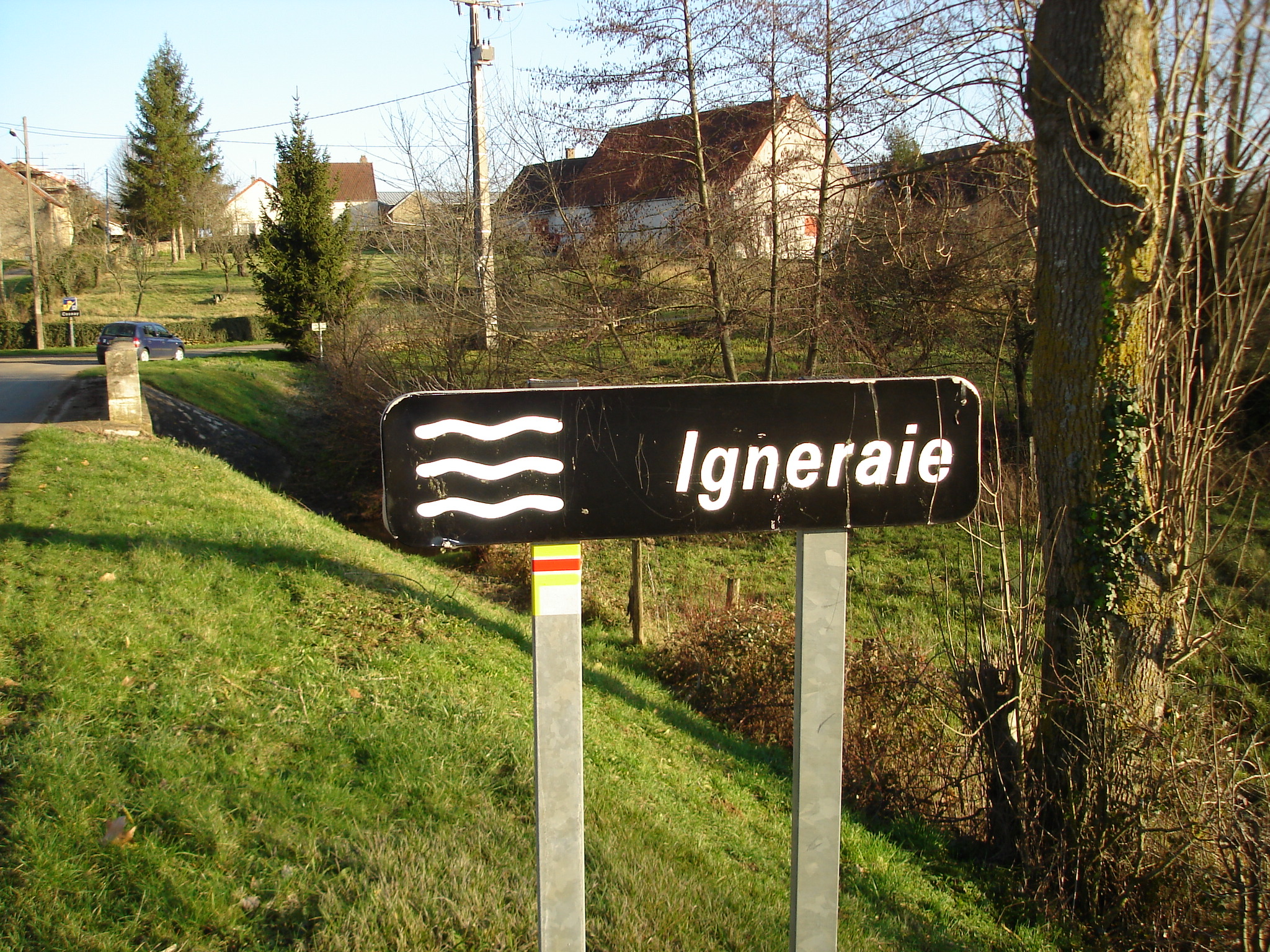
Le panneau de la rivière, en 2012.

L'Igneraie à comme affluents, les ruisseaux : L'Urciers, La Vallas, L'Étang, Le Rebesson, La Fausse Rivière, Les Cloux, Le Pontet, Les Notes et La Chèvre.

## Culture

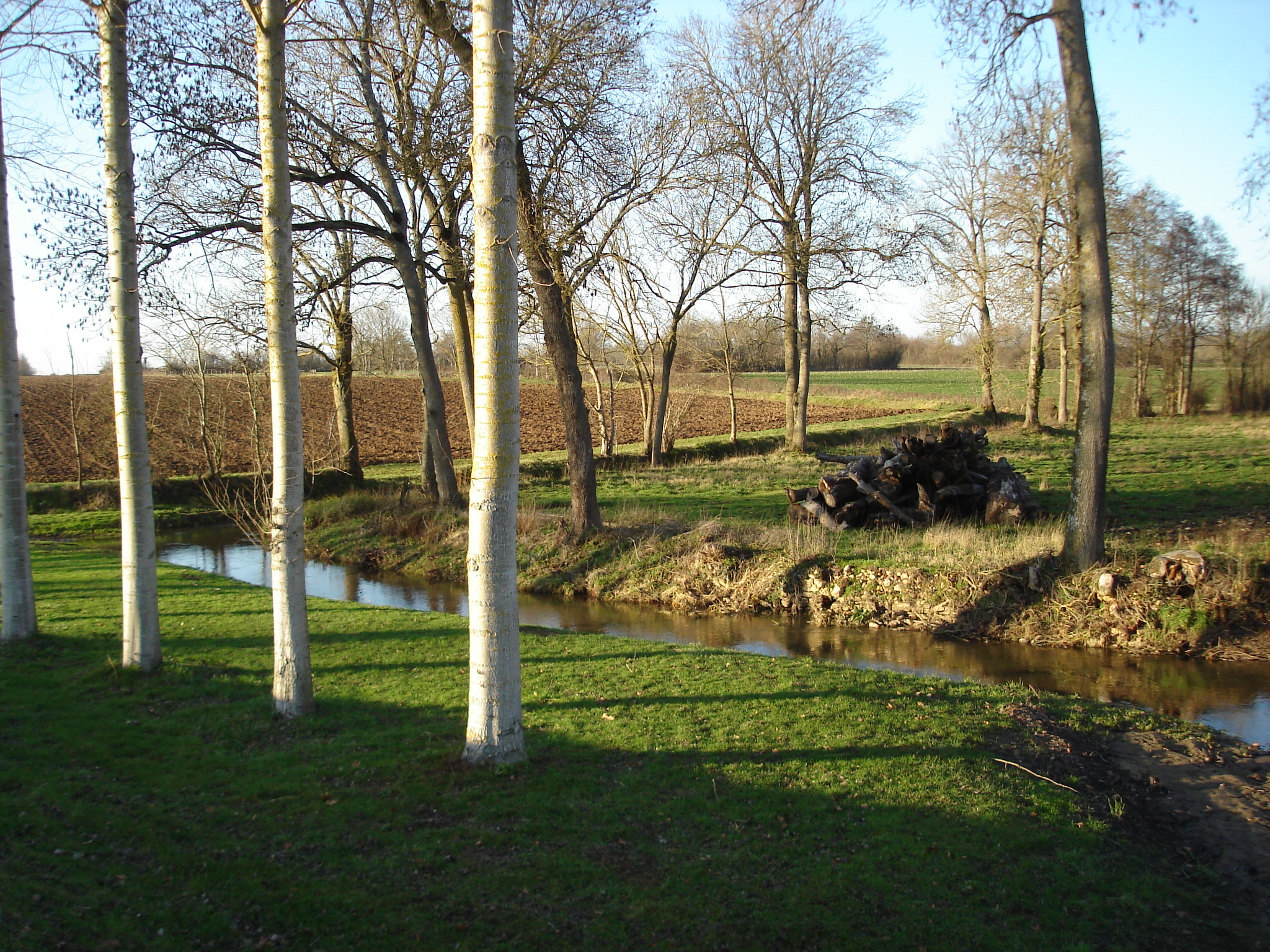
L'Igneraie à Lacs, en 2012.

## Loisirs

### Pêche et poissons
Le cours d'eau est de deuxième catégorie ; les poissons susceptibles d’être péchés sont : ablette, barbeau commun, black-bass à grande bouche, brème, brochet, carassin, gardon, goujon, perche, poisson-chat, rotengle, sandre, silure et tanche.